# 維諾格拉德涅 (別列贊卡區)
46°41′50″N 31°13′22″E / 46.69722°N 31.22278°E
維諾格拉德涅（烏克蘭語：Виноградне），是烏克蘭南部的村莊，隸屬尼古拉耶夫州的尼古拉耶夫區。該村始建於1925年，面積0.39平方公里，海拔高度29米，2001年人口504，人口密度每平方公里1,292.3人。